# City Lights (мини-альбом)
City Light (с англ. — «Огни города») – дебютный мини-альбом южнокорейского певца Бэкхёна. Он был выпущен 10 июля 2019 года лейблом S.M. Entertainment. Альбом содержит шесть треков, в том числе ведущий сингл «UN Village».

## Предпосылки и релиз
10 июня было объявлено, что Бэкхён дебютирует в качестве сольного исполнителя в июле 2019 года. 20 июня было раскрыто название альбома, а дата релиза. В тот же день стартовал предзаказ на две версии альбома[какие?]. 21 июня стало известно, что Бэкхен будет сотрудничать с рэпером Beenzino и певцом Colde. 7 июля были выпущены два фото-тизера альбома  наряду с концепт-видео. В тот же день выяснилось, что заглавный трек называется «UN Village».
3 июля были выпущены дополнительные два фото-тизера и детали альбома[какие?]. 4 июля был раскрыт список продюсеров, которые работали над альбомом. Ими стали Darkchild, The Stereotypes, Cha Cha Malone, LDN Noise и другие. 5 июля был опубликован первый тизер музыкального видео. 6 июля были выпущены четыре дополнительных фото-тизера. 7 июля были выпущены ещё четыре фото-тизера. 8 июля было выпущено превью треков. 9 июля были выпущены ещё фото-тизеры. 12 июля в прямом эфире вышел клип «UN Village». 12—14 июля через официальные аккаунты EXO в социальных сетях был выпущен фильм «UN Village» для двух версий альбома.

## Продвижение
3 июля стало известно, что Бэкхён проведёт выступление в Сеульском Центре Искусств в тот же день, что и дата выхода альбома. В тот же день он провёл показ для поклонников, где рассказал о процессе работы над альбомом и исполнил «UN Village», «Betcha» и «Ice Queen».
23 июля Бэкхён провёл фан-встречу в Samseong-dong в театре SMTOWN COEX Artium 5F. 31 июля певец провёл мероприятие в Ilchi Art Hall в Apgujeong-dong. 7 августа провёл встречу в корейском центре художников.

## Коммерческий успех
9 июля сообщалось, что предзаказ City Lights достиг 401 545 копий за восемь дней, что делает его самым продаваемым сольным альбомом в Южной Корее со времён 7th Issue от Seo Taiji, который был выпущен в 2004. Альбом был продан в количестве 1000 копий в Соединённых Штатах по данным Nielsen Music.

## Трек-лист
| №                   | Название                       | Текст песни              | Музыка                                                             | Arrangement         | Длительность |
| ------------------- | ------------------------------ | ------------------------ | ------------------------------------------------------------------ | ------------------- | ------------ |
| 1.                  | «UN Village»                   | LIØN                     | LIØN dress                                                         | dress               | 3:55         |
| 2.                  | «Stay Up» (featuring Beenzino) | JQ Park Ji-hee Beenzino  | Cha Cha Malone Adrian McKinnon Min-Kyung Cho Zac Chiocine Beenzino | Cha Cha Malone      | 3:27         |
| 3.                  | «Betcha»                       | Kenzie                   | Kenzie The Stereotypes August Rigo                                 | The Stereotypes     | 3:21         |
| 4.                  | «Ice Queen»                    | BAYLEE                   | Greg Bonnik Hayden Chapman Bobii Loves Adrian McKinnon             | LDN Noise           | 3:35         |
| 5.                  | «Diamond»                      | Colde                    | Darkchild                                                          | Darkchild           | 3:57         |
| 6.                  | «Psycho» (bonus track)         | Seo Ji-eum (Jam Factory) | Zayson Megan Lee                                                   | Zayson              | 3:25         |
| Общая длительность: | Общая длительность:            | Общая длительность:      | Общая длительность:                                                | Общая длительность: | 21:37        |

## Чарты
| Чарты (2019)                             | Пиковые позиции |
| ---------------------------------------- | --------------- |
| Australian Digital Albums (ARIA)         | 18              |
| French Digital Albums (SNEP)             | 20              |
| Япония (Oricon)                          | 14              |
| Japanese Hot Albums (Billboard Japan)    | 8               |
| Lithuanian Albums (AGATA)                | 93              |
| Польша (ZPAV)                            | 15              |
| South Korean Albums (Gaon)               | 1               |
| Великобритания (UK Digital Albums Chart) | 52              |
| США (Billboard Digital Albums)           | 21              |
| США (Billboard Top Heatseekers Albums)   | 4               |
| США (Billboard Independent Albums)       | 9               |
| США (Billboard World Albums)             | 4               |

## Продажи
| Регион      | Продажи |
| ----------- | ------- |
| Южная Корея | 553,900 |
| Китай       | 262,000 |
| Япония      | 6,668   |
| США         | 4,000   |

## Награды и номинации
| Год  | Организатор             | Категория                  | Номинируемая работа | Результат | Ссылка |
| ---- | ----------------------- | -------------------------- | ------------------- | --------- | ------ |
| 2020 | Golden Disk Awards      | Диск Бонсан                | City Lights         | Победа    | [ 36 ] |
| 2020 | Golden Disk Awards      | Диск Дэсан                 | City Lights         | Номинация | [ 36 ] |
| 2020 | Gaon Chart Music Awards | Альбом года - 3-я четверть | City Lights         | Номинация |        |

## История релиза
| Регион      | Дата         | Формат                                  | Лейбл            |
| ----------- | ------------ | --------------------------------------- | ---------------- |
| Южная Корея | 10 июля 2019 | Компакт-диск цифровая загрузка стриминг | SM Entertainment |
| Мир         | 10 июля 2019 | Цифровая загрузка стриминг              | SM Entertainment |